# Coppa Italia 1965/1966
Devatenáctý ročník Coppa Italia (italského fotbalového poháru) se konal od 29. srpna 1965 do 19. května 1966. 
Turnaj vyhrál již potřetí v klubové historii Fiorentina, které ve finále porazilo druholigové Catanzaro 2:1 v prodloužení. Nejlepší střelec se stal Kurt Hamrin (Fiorentina), který vstřelil pět branek.

## Účastníci

### Od 1. kola
- Alessandria
- Atalanta
- Benátky
- Boloňa
- Brescia
- Cagliari
- Catania
- Catanzaro
- Fiorentina
- Foggia & Incedit
- Janov
- Lanerossi Vicenza
- Lazio
- Lecco
- Livorno
- Mantova
- Messina
- Modena
- Monza
- Neapol
- Novara
- Padova
- Palermo
- Pisa
- Potenza
- Pro Patria
- Reggiana
- Reggina
- Řím
- Sampdoria
- SPAL
- Trani
- Varese
- Verona

### Od čtvrtfinále
- Inter
- Juventus
- Milán
- Turín

## Zápasy

### 1. kolo
Zápasy byly na programu 29. srpna 1965.
Poznámky
|  | Postup do dalšího kola |

| Domácí      | Výsledek     | Hosté      |
| ----------- | ------------ | ---------- |
| Alessandria | 1:3          | Lazio      |
| Mantova     | 1:2          | Brescia    |
| Catanzaro   | 2:0          | Messina    |
| Janov       | 0:3          | Fiorentina |
| L. Vicenza  | 2:0          | Padova     |
| Livorno     | 2:0 v Prodl. | Řím        |
| Verona      | 0:1          | Atalanta   |
| Lecco       | 0:1          | Varese     |
| Modena      | 1:0          | Boloňa     |
| Monza       | 1:2 v Prodl. | Pro Patria |
| Novara      | 0:1          | Cagliari   |
| Potenza     | 0:0          | Foggia     |
| Pisa        | 0:1          | SPAL       |
| Reggiana    | 1:1          | Palermo    |
| Reggina     | 0:1          | Catania    |
| Trani       | 1:2          | Neapol     |
| Benátky     | 1:1          | Sampdoria  |

### Kvalifikace
Zápas byl na programu 6. října 1965.
| Domácí  | Výsledek | Hosté      |
| ------- | -------- | ---------- |
| Potenza | 2:2      | Pro Patria |

### 2. kolo
Zápasy byly na programu 4. listopadu 1965.
Poznámky
|  | Postup do dalšího kola |

| Domácí     | Výsledek | Hosté     |
| ---------- | -------- | --------- |
| Livorno    | 1:2      | Varese    |
| Cagliari   | 0:1      | Atalanta  |
| Catania    | 3:2      | Brescia   |
| Fiorentina | 4:1      | Palermo   |
| L. Vicenza | 2:0      | Modena    |
| Benátky    | 0:1      | Lazio     |
| Neapol     | 0:1      | Catanzaro |
| SPAL       | 2:0      | Potenza   |

### 3. kolo
Zápasy byly na programu od 8. do 22. prosince 1965.
| Domácí     | Výsledek | Hosté      |
| ---------- | -------- | ---------- |
| Atalanta   | 0:2      | SPAL       |
| Catanzaro  | 3:1      | Lazio      |
| Fiorentina | 1:0      | Catania    |
| Varese     | 0:1      | L. Vicenza |

### Čtvrtfinále
Zápasy byly na programu 6. ledna 1966.
| Domácí     | Výsledek          | Hosté      |
| ---------- | ----------------- | ---------- |
| Milán      | 1:3               | Fiorentina |
| Catanzaro  | 0:0 (4:1 na pen.) | Turín      |
| L. Vicenza | 1:2               | Inter      |
| SPAL       | 1:4 v Prodl.      | Juventus   |

### Semifinále
Zápasy byly na programu 9. února 1966.
| Domácí     | Výsledek | Hosté     |
| ---------- | -------- | --------- |
| Fiorentina | 2:1      | Inter     |
| Juventus   | 1:2      | Catanzaro |

### Finále
| 19. 5. 1966 16:30             |                |           |                                                          |
| Fiorentina                    | 2 : 1 v Prodl. | Catanzaro | Stadio Olimpico, Řím, Itálie rozhodčí: Antonio Sbardella |
| Hamrin 30' Bertini 119' (vl.) | Report         |           | Stadio Olimpico, Řím, Itálie rozhodčí: Antonio Sbardella |

|                     |    |                          |  |
|                     |    |                          |  |
|                     | 1  | Enrico Albertosi         |  |
|                     | 2  | Giovan Battista Pirovano |  |
|                     | 3  | Bernardo Rogora          |  |
|                     | 4  | Mario Bertini            |  |
|                     | 5  | Ugo Ferrante             |  |
|                     | 6  | Giuseppe Brizi           |  |
|                     | 7  | Kurt Hamrin              |  |
|                     | 8  | Claudio Merlo            |  |
|                     | 9  | Mario Brugnera           |  |
|                     | 10 | Giancarlo De Sisti       |  |
|                     | 11 | Luciano Chiarugi         |  |
| Trenér:             |    |                          |  |
| Giuseppe Chiappella |    |                          |  |

|               |    |                    |  |
|               |    |                    |  |
|               | 1  | Umberto Provasi    |  |
|               | 2  | Franco Marini      |  |
|               | 3  | Edmondo Lorenzini  |  |
|               | 4  | Cesare Maccacaro   |  |
|               | 5  | Luigi Tonani       |  |
|               | 6  | Luigi Sardei       |  |
|               | 7  | Carlo Vanini       |  |
|               | 8  | Giuseppe Marchioro |  |
|               | 9  | Gianni Bui         |  |
|               | 10 | Alvaro Gasparini   |  |
|               | 11 | Mario Tribuzio     |  |
| Trenér:       |    |                    |  |
| Dino Ballacci |    |                    |  |

## Vítěz
| Coppa Italia Vítěz pro rok 1965/1966 |
| ------------------------------------ |
| ACF Fiorentina                       |
|                                      |